# La Voz del Pueblo (1911)
La Voz del Pueblo: Semanario Republicano Radical era un setmanari publicat a Tarragona. El primer número data del 6 de maig de 1911 i es seguí publicant mínim, fins a l'any 1932. Fou la publicació portaveu del Partit Republicà Radical a la província de Tarragona.

## Història
La Voz del Pueblo era un setmanari, escrit en castellà, portaveu del Partit Republicà Radical de Alianza Republicana. Al llarg de la seva història presentà diferents subtítols. A partir de l'Any I, núm.30 (9 de juliol de 1911): "Órgano oficial del Partido Republicano Radical de la provincia de Tarragona" i a partir de la Segona època, Any VIII, núm.7 (1 de novembre de 1931): "Órgano del Partido Radical de Alianza Republicana".
Presenta errors en la numeració.
La seu de l'administració es trobava a la Rambla Sant Joan, núm.40, més tard quan era anomenada Rambla 14 d'abril, es va traslladar al núm.18. A partir del núm. 243 (29 de novembre de 1914) consta com impressor la Imp. de E. Pàmies, a partir de la Segona època, any VIII, núm.7 (1 de novembre 1931) l'impressor fou Tallers tipogràfics Suc. de Torres & Virgili, ambdós de la ciutat de Tarragona.
El primer director de la publicació fou Pere Loperena Romà, catedràtic de l'Escola Normal de Mestres. A posteriori ostentaren el càrrec Ricard Forès i Lluís Bertran, aquest últim, deixeble del pedagog Francesc Ferrer i Guàrdia.
La seva tendència política o social estava relacionada amb el Partit Radical. Presentava un caràcter republicà i patriòtic. Anticatalanista.
Els titulars eren de caràcter propagandístic i d'opinió sobre el partit. Dedicava especial atenció als següents temes: política espanyola, aspectes sobre la Llei de la Propietat Rústica, propaganda i difusió del partit a Tarragona. Criticava les irregularitats del Govern i les d'altres partits. Alguns articles destacats són: "Jaula Abierta", "Partido Republicano Radical" o "Jurados mixtos de la Propiedad Rústica".
Entre els seus redactors hi trobem: Josep Cardalba, Manuel Torrell, Sixto Villalba, Marian Masvidal, J. Viarnés, Pere Loperena i Nicolàs González Ruiz que signa com a "Portan", tots relacionats amb el partit.
La distribució es feia per venda directa, les zones de distribució eren: les oficines del partit, Tarragona i en menor mesura les comarques del Camp de Tarragona. Els lectors potencials del setmanari eren persones afins al Partit Radical i en un àmbit més global, la classe mitjana de tarannà conservador.
A la Biblioteca Hemeroteca Municipal de Tarragona i a la Biblioteca Virtual de Premsa Històrica es conserva part de la col·lecció.

## Aspectes tècnics
Presentava el següent format: 3 pàgines de 50 x 25 cm a 3 columnes de 25 x 8 cm. La capçalera era de 6 x 20 cm.
El preu de la publicació era de 10 cèntims l'exemplar i les subscripció de 0,50 pessetes al mes a Tarragona i 1,50 pessetes al trimestre per la resta d'Espanya.